# Wash My World
«Wash My World» (с англ. — «Очисти мой мир») — песня 2008 года, записанная французским диджеем Лораном Вульфом и исполненная Эриком Картером. Это был второй сингл с его одноимённого альбома, где она представлена вторым треком, и выпущенный 22 августа 2008 года. Она имела успех во Франции и Бельгии (Валлония), где вошла в десятку лучших, но не смогла достичь такого же успеха в чартах, как предыдущий сингл «No Stress». Тем не менее, её продажи в первую неделю были выше (6072 продажи), но сингл занял лишь пятое место, что стало его пиком во Франции.

## Список композиций
CD maxi
1. «Wash My World» (Radio edit) — 3:21
2. «Wash My World» (Monsieur Elle remix) — 7:04
3. «Wash My World» (Dim Chris remix) — 8:20
4. «No Stress» (Laurent Wolf vs Big Ali and DJ Snake) — 3:10

Digital download
1. «Wash My World» (Radio edit) — 3:21
2. «Wash My World» (Monsieur Elle remix) — 7:04
3. «Wash My World» (Dim Chris remix) — 8:20

## Чарты

### Недельные чарты
| Чарт (2008—2009)                | Высшая позиция |
| ------------------------------- | -------------- |
| Бельгия/Фландрия (Ultratop 50)  | 12             |
| Бельгия/Валлония (Ultratop 50)  | 6              |
| СНГ (TopHit)                    | 39             |
| Чехия (Rádio — Top 100)         | 74             |
| Европа (Eurochart Hot 100)      | 19             |
| Франция (SNEP)                  | 5              |
| Венгрия (Dance Top 40)          | 18             |
| Нидерланды (Dutch Top 40)       | 34             |
| Russia Airplay (TopHit)         | 37             |
| Словакия (Rádio — Top 100)      | 23             |
| Швейцария (Schweizer Hitparade) | 24             |

### Годовые чарты
| Чарт (2008)                      | Позиция |
| -------------------------------- | ------- |
| Belgian (Flanders) Singles Chart | 66      |
| Belgian (Wallonia) Singles Chart | 59      |
| French Airplay Chart             | 34      |
| French Digital Chart             | 29      |
| French Singles Chart             | 44      |
| Swiss Singles Chart              | 93      |

| Чарт (2009)             | Позиция |
| ----------------------- | ------- |
| СНГ (TopHit)            | 101     |
| Венгрия (Dance Top 40)  | 96      |
| Russia Airplay (TopHit) | 93      |